# Ломоносовський (район Москви)
Ломоносовський район — район Південно-Західного адміністративного округу міста Москви (Росія). У межах району утворено внутрішньоміське муніципальне утворення муніципальний округ Ломоносовський.

## Основні показники району
Площа території району — 333,75 га. За щільністю населення на 2010 рік район займає 3 місце в місті.
Площа житлового фонду району за даними на 2010 рік — 2,8815 млн. м².